# Флаг Тетюшского района
Флаг Тетю́шского муниципального района Республики Татарстан Российской Федерации — опознавательно-правовой знак, служащий официальным символом муниципального образования.
Флаг утверждён 6 декабря 2005 года и внесён в Государственный геральдический регистр Российской Федерации с присвоением регистрационного номера 2129.

## Описание
«Флаг Тетюшского района представляет собой прямоугольное красное полотнище с отношением ширины к длине 2:3, воспроизводящее белым цветом с чёрными контурами и тенями фигуры герба района: два скрещённых турнирных копья между двумя овальными щитами с изображениями стилизованного солнца и вдоль верхнего края — две сближенные волнистые полосы (габаритная ширина каждой полосы — 1/15 от ширины полотнища, их наименьшее расстояние от верхнего края — 1/9 ширины)».

## Обоснование символики
Флаг разработан с учётом герба Тетюшского муниципального района, за основу которого взят герб города Тетюши Казанского Наместничества, Высочайше утверждённый 18 (29) октября 1781 года. Подлинное описание исторического герба гласит:

Въ верхней части щита, гербъ Казанскій. Въ нижней, два серебряныя рыцарскія копья и два щита, въ красномъ полѣ, въ знакъ того, что обыватели сего мѣста суть старыхъ служебъ служилые люди, употреблявшіе въ древности съ похвалою оныя орудія.

Волнистые белые полосы на флаге отражают месторасположение района на берегу Куйбышевского водохранилища.
Красный цвет — символ мужества, силы, труда и красоты.
Белый цвет (серебро) — символ чистоты, совершенства, мира и взаимопонимания.